# Edward De Wit
Edward De Wit (Kapelle-op-den-Bos, 3 februari 1950) is een Belgische politicus van de CD&V.

## Levensloop
De Wit werkte bij de FOD Financiën. Na de gemeenteraadsverkiezingen van 14 oktober 2012 was hij gedurende zes jaar burgemeester van Kapelle-op-den-Bos, hieraan voorafgaand was hij schepen in de gemeente.
Sinds 1983 zetelt hij in de gemeenteraad, waarvan 15 jaar als gemeenteraadslid, 15 jaar als schepen en zes jaar als burgemeester.
In 2014 cumuleerde hij 7 mandaten, waarvan 3 bezoldigde.
Zijn vader Louis De Wit was medeoprichter van de plaatselijke katholieke partij en zijn broer Gust De Wit was 12 jaar gemeenteraadslid.